# Seiji Shinkai

Seiji Shinkai, 2019

Seiji Shinkai (jap. 新海 征治, Shinkai Seiji; * 5. Juli 1944 in Munakata) ist ein japanischer Chemiker.

## Leben und Werk
Shinkai schloss 1967 sein Studium an der Universität Kyūshū in Fukuoka mit dem Bachelor ab. 1972 promovierte er ebendort. Als Post-Doktorand arbeitete er von 1972 bis 1974 bei Thomas C. Bruice an der University of California, Santa Barbara, bevor nach Japan zurückkehrte und 1975 Assistenzprofessor an seiner Heimatuniversität wurde. 1976 wechselte er in gleicher Position an die Universität Nagasaki, um 1987 wieder an die Kyūshū-Universität zu gehen, wo er im darauf folgenden Jahr ordentlicher Professor wurde. In den nächsten Jahren wurde er Forschungsdirektor verschiedener Projekte.
Shinkai forscht auf dem Gebiet der Organischen Chemie, besonders zu Wirt-Gast-Chemie, aber auch zu Flüssigkristallen und zur Polysaccharid-Polynukleotid-Wechselwirkung. Er entwickelte Calixarene für Natrium und Fullerene. Außerdem schuf er ein Verfahren, organische Strukturen auf Silikate abzubilden. Dazu nutzte er die Plasmid-DNA aus Bakterien als Ausgangsmaterial. Durch Anlagerung von Carbanionen an die Erbsubstanz konnte er es ermöglichen, dass sich Silikat-Vorläufer binden. Diese „verschmelzen“ miteinander und bilden nach Entfernen der DNA durch Erhitzen die räumliche Struktur des organischen Materials getreu ab.

## Veröffentlichungen
Shinkai publizierte mehr als 700 wissenschaftliche Arbeiten, darunter:
- mit Tony D. James und Marcus D. Phillips: Boronic acids in saccharide recognition. RSC Publ., Cambridge [2006], ISBN 0-85404-537-6

## Auszeichnungen
- 1978 Chemical Society of Japan Award for Advanced Research (The Chemical Society of Japan)
- 1985 The Society of Polymer Science Award (The Society of Polymer Science)
- 1998 Izatt-Christensen International Award (ISMC Committee)
- 1999 Backer Lecture Award (Reichsuniversität Groningen)
- 2002 Vielberth Lectureship Award (Universität Regensburg)